# Milena Smit
Elisabeth Milena Smit Márquez, más conocida como Milena Smit (Elche, Alicante, 5 de octubre de 1996), es una actriz española de cine y televisión conocida por haber interpretado a "Mila" en No matarás (2020) de David Victori, y a "Ana" en Madres paralelas (2021) de Pedro Almodóvar. Ambas interpretaciones fueron nominadas al Premio Goya a la Mejor actriz revelación y a la Mejor actriz de reparto, respectivamente.

## Biografía
Milena Smit nació el 5 de octubre de 1996 en Elche (Alicante), aunque se considera murciana, pues desde joven residió en esta localidad. Su padre es neerlandés y su madre es española, aunque esta última residió durante dieciocho años en Países Bajos. Comenzó en el mundo del espectáculo trabajando como modelo con apenas 15 años, después probó suerte en Elche, aunque se mudó a Madrid en busca de oportunidades. Se formó como actriz en la escuela de interpretación Cristina Rota y tuvo como maestro a Bernard Hiller, un entrenador actoral de actores como Leonardo DiCaprio o Cameron Diaz. Antes de convertirse en actriz, fue camarera, dependienta en Amen, canguro y auxiliar de información en el metro. Incluso, fue recepcionista de un hotel cuando la llamaron para trabajar en su primera película.

## Trayectoria profesional
Después de haber participado en diversos cortometrajes como Diagonales, Innermost, Chimichanga y Adentro, le llegó la oportunidad de rodar la película No matarás de David Victori junto a Mario Casas, por la cual fue nominada a los Premios Goya como mejor actriz revelación y ganadora del Premio Resplandor de 'Días de Cine'. El equipo de casting de la película, LANE Casting, desveló más adelante que descubrieron a la actriz mediante la red social Instagram: «Después de mucho buscar, encontramos a Milena por Instagram. Nos quedamos prendados con todo lo que tenía en común con el personaje».
Después de su participación en No matarás, fue fichada por Pedro Almodóvar para su película Madres paralelas junto a Penélope Cruz y Aitana Sánchez-Gijón, donde interpreta a Ana, una madre soltera que ha quedado embarazada como resultado de una violación. Sobre su interpretación en la película, Almodóvar dijo: «posee una inteligencia emocional y una sinceridad que no se aprenden en ninguna escuela», también comentó su opinión sobre su papel en No matarás, definiéndola como «arrolladora». Además, se anunció su incorporación para la serie Alma, original de Netflix, dirigida por Sergio G. Sánchez. En julio de 2021 comenzó el rodaje de la película de terror Tin & Tina, que protagoniza junto a Jaime Lorente. Además, también rodó la ópera prima de Luc Knowles Libélulas, con el papel de Cata. En octubre de 2021 se anunció su papel principal para la nueva serie de Netflix La chica de nieve, basada en el libro homónimo de Javier Castillo, en la cual interpreta a Miren Rojo.

## Filmografía

### Cine
| Año  | Título           | Personaje | Director               | Notas                                         |
| ---- | ---------------- | --------- | ---------------------- | --------------------------------------------- |
| 2018 | Diagonales       | Ella      | Román Reyes            | Cortometraje                                  |
| 2020 | Innermost        | Laura     | Mar Corrales           | Cortometraje                                  |
| 2020 | Desde mi silla   | Mujer     | Román Reyes            | Cortometraje                                  |
| 2020 | No matarás       | Mila      | David Victori          | Nominada al Goya a la mejor actriz revelación |
| 2021 | Madres paralelas | Ana       | Pedro Almodóvar        | Nominada al Goya a la mejor actriz            |
| 2022 | Libélulas        | Cata      | Luc Knowles            |                                               |
| 2023 | Tin & Tina       | Lola      | Rubin Stein            |                                               |
| 2024 | El hoyo 2        | Perempuán | Galder Gaztelu-Urrutia |                                               |
| 2026 | Amarga navidad   |           | Pedro Almodóvar        |                                               |

### Televisión
| Año       | Título            | Personaje  | Notas                         |
| --------- | ----------------- | ---------- | ----------------------------- |
| 2022      | Alma              | Nico       | Elenco principal; 9 episodios |
| 2023–2025 | La chica de nieve | Miren Rojo | Protagonista; 12 episodios    |
| 2024      | Bellas artes      | Ulla Groh  | 2 episodios                   |
| 2025      | Los sin nombre    | laura      | 6 episodios                   |

### Videoclips
| Año  | Título     | Artista     |
| ---- | ---------- | ----------- |
| 2025 | Carpe Diem | Dani Martín |

## Premios y nominaciones
| Premio                     | Año  | Categoría                                                    | Trabajo nominado | Resultado | Ref.   |
| -------------------------- | ---- | ------------------------------------------------------------ | ---------------- | --------- | ------ |
| Medallas del CEC           | 2022 | Mejor actriz secundaria                                      | Madres paralelas | Nominada  | [ 12 ] |
| Premios Días de Cine       | 2021 | Premio 'El Resplandor'                                       | No matarás       | Ganadora  | [ 13 ] |
| Premios Feroz              | 2022 | Mejor actriz de reparto en cine                              | Madres paralelas | Nominada  | [ 14 ] |
| Premios Goya               | 2021 | Mejor actriz revelación                                      | No matarás       | Nominada  | [ 15 ] |
| Premios Goya               | 2022 | Mejor actriz de reparto                                      | Madres paralelas | Nominada  | [ 16 ] |
| Premios GQ Hombres del año | 2021 | Mujer del año                                                | Mujer del año    | Ganadora  | [ 17 ] |
| Festival de Málaga         | 2022 | Biznaga de Plata a la Mejor Interpretación Femenina Zonazine | Libélulas        | Ganadora  | [ 18 ] |